# Daði Heimisson
Daði Örn Heimisson (* 23. August 1983 in Reykjavík) ist ein ehemaliger isländischer Eishockeyspieler, der einen Großteil seiner Karriere bei Ísknattleiksfélagið Björninn verbracht hat.

## Karriere
Daði Heimisson begann seine Karriere als Eishockeyspieler in seiner Geburtsstadt Reykjavík bei Ísknattleiksfélagið Björninn, wo er als 17-Jähriger in der isländischen Eishockeyliga debütierte. 2004 wechselte er nach Dänemark, wo er je ein Jahr für den IK Aarhus und die zweite Mannschaft der Herning Blue Fox in der 1. division, der zweithöchsten Spielklasse des Landes spielte. 2006 konnte er die Liga mit den Blaufüchsen gewinnen. Nach fünf weiteren Jahren bei Ísknattleiksfélagið Björninn kehrte er 2011 noch einmal für ein Jahr in die dänische 1. division zurück und spielte dort für Amager Ishockey. Nachdem er von 2012 bis 2015 erneut für seinen Stammverein gespielt hatte, schloss er sich dem Liganeuling UMFK Esja an, wo er 2016 seine Karriere beendete.

### International
Daði Heimisson spielte bereits als Jugendlicher für Island. Er nahm zunächst an der U18-Weltmeisterschaft der Europa-Division 2 2000 und der U18-Qualifikation I zur Weltmeisterschaft der Division III sowie der U20-D-Weltmeisterschaft 2000 teil. Dort belegte mit dem Team aber lediglich den letzten Platz. Im Folgejahr konnten die Isländer daher nicht an der Weltmeisterschaft teilnehmen, sondern mussten die Qualifikation für 2002 spielen, die sie durch Siege gegen Luxemburg (6:2) und Island (20:1) souverän erreichten. 2002 spielte er dann für Island in der Division III und ein Jahr später in der Division II.
Parallel zu den Einsätzen in den Juniorenteams spielte Daði Heimisson bereits in der Herren-Nationalmannschaft. Sein Debüt gab er als 16-Jähriger bei der WM der Division II 2002. Auch bei den Titelkämpfen 2003, 2005, 2007 und 2008 trat er in der Division II an. Nach zwischenzeitlichen Abstiegen spielte er 2004 und 2006 in der Division III, konnte dort aber mit seinem Team bei den Turnieren, die jeweils in Reykjavík ausgetragen wurden, den sofortigen Wiederaufstieg feiern.
Bei der U18-Weltmeisterschaft 2004 war er Assistenzcoach der isländischen Auswahl, die in der Division II spielte.

## Erfolge
- 2002 Aufstieg in die Division II bei der U20-Weltmeisterschaft der Division III
- 2004 Aufstieg in die Division II bei der Weltmeisterschaft, Division III
- 2006 Gewinn der dänischen 1. division mit den Herning Blue Fox II
- 2006 Aufstieg in die Division II bei der Weltmeisterschaft, Division III